# Юрий Титов
Юрий Титов (на руски: Юрий Евлампиевич Титов) е украински и съветски спортен гимнастик, съветски и руски треньор и спортен деятел.
Той е олимпийски шампион от 1956 година, четирикратен световен шампион, европейски шампион, заслужил майстор на спорта на СССР (1956) и заслужил треньор.
Роден е в руския град Омск (1935), преселва се със семейството в Киев през 1944 г. Там започва да тренира спортна гимнастика от 14-годишна възраст. Следва 2 години в Киевския политехнически институт, прехвърля се и завършва Киевския институт по физкултура (1959) и аспирантура в него (1962), както и висша партийна школа (1978).
Има общо 9 олимпийски медала от 3 последователни олимпиади – през 1956, 1960 и 1964 година, 9 медала от световни и 14 медала от европейски първенства. Приключва състезателната си кариера през 1966 г.
Работи като началник на Управлението по гимнастика на Комитета по физическа култура и спорт при Съвета на министрите на СССР. Той е председател на Международната федерация по гимнастика (FIG) в продължение на 20 години – от 1976 до 1996 г. На този пост способства за включването на художествената гимнастика и скоковете на батут в програмата на олимпийските игри. Член е на МОК от 1995 до 1997 г. От декември 2004 до януари 2006 г. е президент на Руската федерация по спортна гимнастика, а след това става вицепрезидент и държавен треньор на федерацията.
Награждаван е с редица ордени, между които „Червено знаме на труда“, „Дружба между народите“ и други. Автор е на 4 книги за спорта.